# Michel Abalan
Michel Abalan, né le 5 juin 1920 à Brest, décédé le 16 février 2000 à Saint-Renan dans le Finistère et enterré à Porspoder, est un officier des Forces françaises libres, Compagnon de la Libération.

## Biographie
Il passe un concours d'admission pour rentrer à l'école de Saint-Cyr, mais refusant la défaite, il décide d'embarquer pour l'Angleterre, le 18 juin 1940 depuis Argenton dans le Finistère-nord.
Après avoir été affecté au bataillon de chasseurs de Camberley, il est affecté, à Brazzaville, au Bataillon du Pool puis aux spahis marocains avec le grade de brigadier.
Après avoir participé aux campagnes d'Égypte, de Libye et de Tunisie, il sert au premier régiment de marche des spahis marocains avec le grade d'aspirant.
Il débarque le 31 juillet 1944 et participe à la libération de Paris, le 25 août 1944.
Après avoir été blessé lors de la campagne de Strasbourg et des Vosges, le 17 novembre 1944, il est nommé sous-lieutenant.
Après la reddition de l'Allemagne, il est démobilisé et sert en Indochine et au Tonkin.
À partir de 1950, il est administrateur adjoint et administrateur des colonies. Il exerce même les fonctions de préfet intérimaire et de préfet adjoint à Port-Gentil.
Il est également chargé de missions pour l'Éducation nationale en 1961 et 1976.

## Distinctions
- Commandeur de la Légion d'honneur, décret du 13 mai 1996
- Compagnon de la Libération, décret du 17 novembre 1945[1],[2]
- Croix de guerre 1939-1945, palme de bronze (2 citations)
- Croix de guerre des Théâtres d'opérations extérieurs
- Médaille des évadés
- Croix du combattant volontaire de la guerre de 1939-1945
- Croix du combattant volontaire de la Résistance
- Croix du combattant
- Insigne des blessés militaires
- Médaille commémorative des services volontaires dans la France libre
- Médaille coloniale avec agrafes « Libye », « Tunisie », « Extrême-Orient »
- Officier de l'Étoile d'Anjouan